# 張正見
張 正見（ちょう せいけん、生没年不詳）は、南朝梁から陳にかけての文人・官僚。字は見賾。本貫は清河郡東武城県。

## 経歴
北魏から梁に帰順して帯方郡太守となった張脩礼の子として生まれた。幼くして学問を好み、卓越した才能があった。13歳のとき、皇太子の蕭綱に頌を献じて、賞賛を受けた。蕭綱は学業をたっとび、自ら経典を解説する講座を開いた。正見はこの講義に参加して、疑問点の解決を求め、穏健な問答をおこなったので、参加者たちの関心を浴びた。太清初年、射策の試験で高い成績をおさめ、邵陵王左常侍に任じられた。
承聖元年（552年）、元帝が即位すると、通直散騎侍郎となり、彭沢県令に転じた。梁末の乱を避けて、廬山に住んだ。ときに焦僧度が兵を擁して割拠すると、正見のもとに使者を送って交流を求めた。正見はかれを恐れて、謙遜しつつ返事を引き延ばしたが、態度は礼法にかなっていたため、焦僧度も正見を敬いはばかった。
永定元年（557年）、陳が建国されると、正見は勅命を受けて建康に帰還し、鎮東鄱陽王府墨曹行参軍に任じられ、衡陽王府長史を兼ねた。宜都王限外記室・撰史著士を歴任し、尋陽郡丞を兼ねた。尚書度支郎・通直散騎侍郎となった。太建年間に死去した。享年は49。『文集』14巻があり、五言詩にすぐれ、当時に通行した。

## 伝記資料
- 『陳書』巻34 列伝第28
- 『南史』巻72 列伝第62